# The Sandman (Comicreihe 1939)
The Sandman ist der Titel einer Reihe von Comicveröffentlichungen, die der US-amerikanische Verlag National Publications zwischen 1939 und 1953 herausgab.
Die Comics der Reihe erzählen die Abenteuer des Millionärs Wesley Dodds, der – ausgestattet mit einem Anzug, einem breitkrempigen Hut, einer Gasmaske und einem Arsenal an Betäubungsgasen (denen er seinen Namen verdankt) – auf Verbrecherjagd geht. Genremäßig sind die Geschichten nahezu ausnahmslos eine Mischung aus den Bereichen Science-Fiction und Abenteuer.
Publikationsgeschichtlich gelten die The Sandman-Comics als Vorgänger der von Neil Gaiman geschaffenen Serie Sandman, die seit 1989 von DC Comics, dem Nachfolgeverlag von National Publications, herausgegeben wird.

## Veröffentlichungsdaten
Die erste Sandman-Geschichte wurde im Juli 1939 in der 40. Ausgabe der Serie Adventure Comics veröffentlicht. Die Macher dieser Geschichte und Schöpfer des Charakters waren der Autor Gardner Fox und der Zeichner Bert Christman.
Bis 1953 veröffentlichte National Publications weitere Geschichten der Reihe, die außer in den Adventure Comics auch in der Serie All Star Comics abgedruckt wurden. Darüber hinaus erschien anlässlich der Weltausstellung von 1939 eine weitere Sandmangeschichte in dem Comicheft New York World's Fair Comics.
Zu den späteren Autoren der Serie zählte unter anderem Mort Weisinger, unter den Zeichnern der Reihe sind außerdem Paul Norris, Jack Kirby und Creig Flessel hervorzuheben.
In den 1990er Jahren veröffentlichte DC in der Serie Sandman Mystery Theatre knapp siebzig weitere Geschichten um den Charakter, die von dem Autor und Zeichner Matt Wagner gestaltet wurden. Die Hefte dieser Serie, die von Mai 1993 bis Februar 1999 lief, waren dabei auf ein erwachsenes Publikum zugeschnitten, und erschienen dementsprechend in DCs-"Mature Reader Label" Vertigo. Die Geschichten von Mystery Theatre waren optisch im Stil des Film Noirs gehalten und spielten in den 1930er Jahren. Der 1995 von Neil Gaiman vorgelegte One Shot Sandman Midnight Theatre kann schließlich als Bindeglied zwischen den "alten" Sandman-Comics um Wesley Dodds und den neuen Sandman-Comics um den Gaiman geschaffenen modernen Sandman-Charakter angesehen werden. In diesem Heft treffen Dodd und Morpheus, die Verkörperung des Schlafs, die Hauptfigur von Gaimans Sandman-Geschichten, im London der 1930er Jahre aufeinander.

## Handlung und Hauptfigur
Im Mittelpunkt der Sandman-Comics steht Wesley Dodds (Wesley Bernard "Wes" Dodds), ein soignierter Millionär, der über erstaunliche Kenntnisse in der Biochemie verfügt, und insbesondere ein Experte in allen Fragen ist, die mit den Themen Träumen und Schlaf zusammenhängen.
Von prophetischen Träumen geplagt, beginnt Dodds schließlich nachts als Selbstjustiz übender Rächer unter dem Decknamen "Sandman" auf Verbrecherjagd zu gehen. Dazu rüstet er sich mit einer Spezialpistole aus, mit der er von ihm selbst entwickelte Schlafgase versprühen kann, um seine Gegner auszuschalten. Um seine Geheimidentität zu verbergen und um sich vor seinen eigenen Gasen zu schützen, trägt er dabei meist eine Gasmaske ums Gesicht. Anstatt des in Superhelden-Comics üblichen grellbunten Kostüms kleidet er sich in den meisten Sandman-Geschichten mit einem Anzug. Die Ausnahme davon bilden einige Sandman Geschichten aus den frühen vierziger Jahren, in denen er vorübergehend ein konventionelles farbenfrohes (gelb-lila), enganliegendes Superhelden-Outfit trägt (ab Adventure Comics #69, Dezember 1941).
In den ursprünglichen Sandman-Geschichten wird Dodds zunächst von seiner Lebensgefährtin Dian Belmont – einer gemessen am dominierenden weiblichen Rollenbild der "Frau in Not" in den amerikanischen Comics der 1940er Jahre erstaunlich selbständigen und durchsetzungsfähigen Frau – unterstützt, die ihm mit Rat und Tat zur Seite steht. Später stirbt Belmont und wird in ihrer Rolle als Dodds rechte Hand durch ihren Neffen (Sandy Hawkins) ersetzt, der als Sandy, the Golden Boy zu Dodds Sidekick, das heißt zum genremäßig üblichen Juniorpartner eines Superhelden, ähnlich wie Batmans Robin oder Flashs Kid Flash, wird. In anderen Geschichten bekommt Dodds den Spitznamen "Grainy Gladiator" verliehen, tritt dem Superhelden-Team Justice Society of America bei und kämpft mit diesem im Zweiten Weltkrieg gegen die Achsenmächte.
Die Geschichten der Serie Sandman Mystery Theatre aus den 1990er Jahren beleuchten den Charakter im Gegensatz dazu, unter Zurückspielung von Sandmans Superhelden-Aspekte, vor allem unter dem Blickwinkel eines Mystery-Stoffes, indem sie ihn Detektiv- und Gruselgeschichten erleben lassen, die in ihrem Inhalt, ihrer Optik und ihrer Erzählweise (sowohl dem Schreibstil wie in der Bildsprache) eng an die um rätselhafte Verwicklungen kreisenden Detektivfilme der "Schwarzen Serie" angelehnt sind.
In dem Comicheft JSA Seceret Files & Origins #1 von 1999 wird schließlich geschildert, wie der alte Wesley Dodds nach dem Tod seiner Frau und um nicht dem Schurken Mordru in die Hände zu fallen, Suizid begeht.